# Discóforo

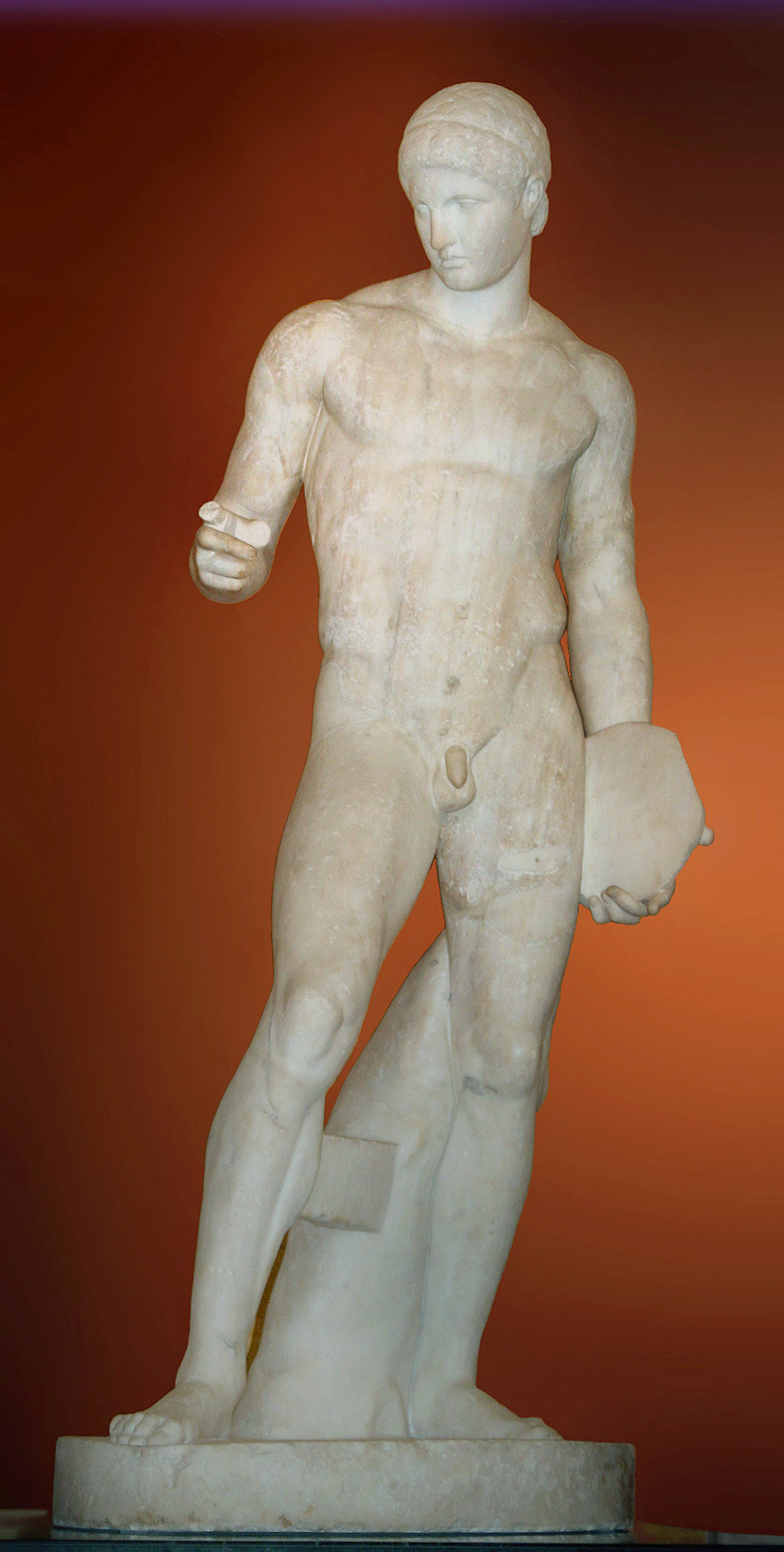
Discóforo (Museu Britânico)

O Discóforo (O portador do disco) é uma estátua feita pelo escultor grego Policleto. O original era em bronze, e as obras hoje existentes são cópias romanas em mármore.
Assim como o Doríforo e o Diadúmeno, ele foi criado a exemplo do Cânon de Policleto do ideal da forma humana, representando um jovem musculoso e atlético, pronto para arremessar o disco.